# 周焯華案
周焯華案是指澳門太陽城集團創辦人周焯華涉嫌非法經營賭博及洗黑錢的案件。案件源於2021年11月26日温州市人民检察院聲明周焯华同张宁宁等人在中國內地境內實施跨境赌博，批准逮捕周焯華，要求周焯华尽快投案自首。按中國大陸有關部門的通報及早前刑事偵查所獲的證據，澳門司警於翌日早上依法將周焯華及其他10名疑犯帶回警局調查。2022年5月26日，澳門特別行政區檢察院正式對周焯華等21人作出起訴，包括涉嫌非法賭博、犯罪集團、欺詐、清洗黑錢罪名，周焯華可最高判處8年監禁。案件於同年9月2日開審。有媒體指周氏在整個犯案過程中非法得益二百億澳門幣，漏稅八十億澳門幣，控方指周氏該對這筆錢負有連帶責任。

## 案件情況

### 背景
2019年7月8日《经济参考报》長文報道，周焯華被指在菲律宾和柬埔寨經營網上賭博平台，而賭博網站主要客戶來源在中国大陸，每年中國境內赌注额在万亿元以上，每年盈利高达数百亿元，资金通过大量境内银行卡汇集结算，並以地下钱庄流向境外。周氏在同年7月13日召開記者會否認傳聞，強調其公司及業務依法營運，沒有擾亂國家金融秩序。
2020年5月29日，太陽城集團附屬公司彩御以11.01億披索收購菲律賓上市公司SunTrust的51%股權，在菲律賓當地以開發主酒店娛樂場，年租1,060萬美元，為期20年，同時安排SunTrust為主酒店娛樂場的獨家經營商及管理人。太陽城預計主酒店娛樂場將於2023年前投入營運。2021年初，菲律賓博彩監管機構PAGCOR接29名追討人中組成兩個團體投訴，指控SunTrust公司和周焯華未按時退還他們的賬戶預存款，涉及金額達合共超過4.5億港元，追討人國籍包括中國、柬埔寨、菲律賓、馬來西亞及瓦努阿圖。PAGCOR認為SunTrust及周焯華被不適合持牌在菲律賓經營博彩中介業務，如未在一個月限期前還款，將被永久「釘牌」。
2020年7月，浙江省温州市公安局对张宁宁等人开设赌场案立案侦查。2021年11月26日温州市公安局公佈，温州市人民检察院聲明周焯华同张宁宁等人在中國內地境內實施跨境赌博，批准逮捕周焯華；同時要求周焯华尽快投案自首。根據香港01報道，案中被捕的張寧寧是香港人，五年前在太陽城工作，約兩年前被調任至集團的深圳公司。張寧寧未向家人透露工作詳情，只說和地產有關。直至張寧寧出事，家人才知道她的工作。
2021年11月4日，即周焯華被捕的20多天前，周焯華情人Mandy Lieu將香港西半山豪宅「珒然」的高層單位抵押予何猷龍公司新濠國際旗下「新濠博亞（澳門）股份有限公司」，以抵欠下該公司的全部債務。

### 逮捕
2021年11月27日凌晨，周焯華被澳門司警帶走，澳門特區政府於當天下午發出公報，指收到中國大陸有關部門的通報，再根據早前刑事偵查所獲的證據，早上依法將周焯華及其他涉案人士帶回警局調查。同日晚上，澳門特別行政區政府司法警察局公佈搗破一宗不法經營賭博洗黑錢犯罪集團，拘捕11人，並於11月28日下午2時舉行特別新聞發佈會公佈詳情。
司警於2021年11月28日召開新聞發佈會上公佈偵破一宗涉及犯罪集團、不法經營賭博及清洗黑錢罪的案件，拘捕11名疑犯，其中案中為首的被拘留人姓周，47歲，澳門居民，報稱為商人，相關案件已移交至澳門特別行政區檢察院處理。案情指，司警自2019年8月已知道以周姓本地商人為首的犯罪集團，在海外架設博彩網站招攬中國大陸人士賭博，同時透過旗下澳門賭廳及地下錢莊轉移和“洗白”贓款，司警於2020年4月成立專案跟進。經警方自主搜證調查，於2021年11月27日清晨採取行動到皇朝區某商業大廈及路環多個單位搜證，期間搜出大批電腦、伺服器、移動儲存裝置及三百萬現金。調查期間，涉案十一名男女承認開設網站及相關電投活動犯罪，但對其他問題拒絕合作。警方以犯罪集團、不法經營賭博及清洗黑錢罪落案起訴各人，移交檢察院跟進。司警指案件由於有關證據及資料較多，涉案金額仍在點算中，而相關證據仍在調整中，不排除有更多人被捕。 至於該案件會否與周焯華被溫州市檢察部門批補案有關，司警表示無相關資料比對，強調該案件是自主搜集情報作出偵查，局方一直以情報主導偵查為首，亦與世界各地的警方合作去收集不同的犯罪情報，但手頭上無相關資料比對。涉及澳門境內犯罪的案件稍後會移送檢察院偵辦，一切按澳門法律及法規進行，有後續調查會再次公佈。 11名疑犯中的唯一一名香港人是「遊澳集團」行政總裁周振熙，而「遊澳集團」主要業務包括電子商務、旅遊、資訊科技和媒體，是澳門《力報》的母公司。遊澳與太陽城澳門總部同層辦公，除了《力報》外，其他業務多數與太陽城有關。在張寧寧被捕的同月，溫州警方到廣東珠海市的珠澳跨境工業區跨省搜查周振熙名下另一家公司珠海市珠澳跨境工業區訊力科技有限公司的辦公室，逮捕了公司運營總監、香港籍男子李紹聰及另一名內地人。
經過長達14小時的通宵偵訊，2021年11月29日清晨，檢察官將周某博彩中介人採取羈押強制措施，即時送往路環監獄。 同日晚上，檢察院發出新聞稿，指周某不法經營賭博及洗黑錢案是「考慮該等犯罪對本澳博彩業的合法經營和對本澳金融秩序的穩定產生嚴重影響和衝擊，為防止相關嫌犯逃脫，刑事起訴法庭接納承辦檢察官的建議，對案中周姓等五名嫌犯依法採用羈押強制措施」。

## 案件影響
2021年11月30日，在香港交易所掛牌的太陽城集團 （01383） 和其他太陽城系內股份於當天復牌，股價全線急挫。網上亦流傳消息指該集團所有賭廳於12月1日起將暫停營業，全部場面員工將停薪留職至另行通知。 該集團其後向澳廣視新聞查詢回覆中證實，除了銀河渡假村與星際酒店內的兩個貴賓廳會繼續營運外，其他貴賓廳暫停運作，這是與各大博企協商作出。太陽城集團同時澄清沒有推出停薪留職措施，由於涉及有貴賓廳停業，因此稍後將有相應架構調整。另外，銀河娛樂集團發言人在同日表示，由於該特殊事件於2021年11月27日才發生，正密切跟進有關情況，如有進一步消息會適時公佈。隨後，銀河娛樂集團發言人證實位於澳門銀河與星際酒店兩個該集團的貴賓廳於12月1日凌晨0時起關閉，隨後該集團也證實相關事宜，該集團位於澳門的所有貴賓廳也同時關閉。
2021年12月1日，在香港交易所掛牌的太陽城集團 （01383）再次停牌，待發出有關太陽城博彩中介一人有限公司於澳門進行的貴賓（此“贵宾”是“娱乐场贵宾厅”的简写）業務的新聞報道且內容構成公司內幕消息之公告。至於太陽城系股價繼續下跌。
澳門司警表示，調查周焯華案時，揭發另一犯罪集團，遂在2022年1月28日逮捕德晉集團行政總裁陈荣炼和瀛海集團行政總裁蔡偉振，他們在同年8月被澳门检察院正式起诉，另案審理。

### 員工被迫放「無薪假」
2021年12月1日，部分於太陽城旗下的貴賓廳工作的員工到於工作的相關貴賓廳收拾東西，有員工接受本地媒體訪問中，指在上一日 (2021年11月30日) 下午收到上級通知返回公司進行緊急會議，幾分鐘的會議中公司高層突然向員工通知「無限期」放無薪假，該員工批評公司此做法「不合理」、「不負責任」。其後，公司又要求所有員工交回公司物品如制服、工作手機等。該名員工指自2020年初疫情影響，集團旗下的賭廳幾乎「無客」，亦做好心理準備，該員工擔心難收到11月份薪金。他又指，若集團結束營業，按勞工法處理，起碼可獲得一個月的薪金作補償。該員工又指，之前該集團推出「肥雞餐」，做了2年被要求離職的員工可獲得10萬多澳門元賠償。該員工指目前的月薪3萬多澳門元，包括底薪、獎金、服務獎金。被問及對前景時，只表示自己個人亦擔心若集團最終結束的話，對再找工作感困難。

### 各博企中止與太陽城合作
澳門博彩監察協調局於2021年12月1日發出新聞稿，指於2021年11月30日收到博企通知，中止與相關博彩中介人的合作，由2021年12月1日凌晨起暫時關閉太陽城在澳的貴賓廳業務。就近日的博彩犯罪案件已進入司法程序，基於司法保密原則，博監局不作評論。博監局將一如既往，依法監管澳門博彩業。博企及中介人必須遵守法律，合法經營。

### 董事會澄清在澳門沒有任何經營貴賓廳業務
2021年12月1日晚上，太陽城集團公告中指董事會並澄清該集團在澳門並沒有經營任何貴賓廳業務，有關業務乃由太陽城博彩中介經營，而該公司由周焯華全資擁有。由於有關貴賓廳業務並非由該集團經營，因此該公司無法評論有關上述貴賓廳業務的情況。

## 各方回應

### 辭去太陽城集團和凱升控股高層職務
2021年11月30日，太陽城集團發出公告，指周本人表示有意辭任太陽城集團控股有限公司董事會主席及執行董事的職務。公告強調，除周焯華外，公司或其任何附屬公司或集團任何成員公司董事、高級職員或員工概無遭受與事件相關任何調查或檢控。又指集團依賴周焯華及其關聯公司的財務支援，一旦集團（不論出於任何理由）失去周焯華的支持，集團財務狀況、業務及營運將受到負面影響。
2021年12月1日晚上，太陽城集團發出公告，指集團董事會宣佈已收到來自周焯華的函件，內容有關其辭任董事會主席及執行董事的職務，自12月1日起生效，原因為鑒於針對周焯華的待決法律程序，其辭任將符合該公司的最佳利益，同時可讓他投放更多時間於私人事務。周焯華已與董事會確認，其與董事會並無意見分歧，亦無有關其辭任的任何事宜須提請該公司股東垂注。另外，凱升控股亦發出公告，該公司11月29日的公告中提及周焯華表示有意辭任該公司董事會主席及非執行董事的職務。董事會宣佈已收到來自周先生的函件，有關辭任董事會主席及非執行董事的職務，12月1日起生效，原因為鑒於針對周先生的待決法律程序，其辭任將符合該公司的最佳利益，同時可讓彼投放更多時間於私人事務。周先生已與董事會確認，彼與董事會並無意見分歧。

### 澳門本地相關回應
2021年11月29日，立法會舉行2022年度保安領域施政方針政策辯論，休會期間保安司司長黃少澤回應記者就該案件的提問中表示當局依法處理案件，並強調一切都會按照澳門的法律制度進行執法工作。又指，由於該案件涉及「重要犯罪」，其有向行政長官報告該案件。對於傳媒關注到司警在溫州檢察部門發出批捕令後司警才採取行動拘捕周焯華，黃少澤指有些案件調查需時很久，調查 1、2年屬「普通」，調查 1年多後才行動並不奇怪。他引述司警發言人指時機條件成熟，強調其中1個清晰條件是中國大陸公布了（案件），警方需要行動，否則有些證據會流失。問及若內地提出移交嫌疑人要求當局如何處理以及有否相關機制處理，黃少澤回應時則再次強調一切都會按照共同的法律制度進行執法工作。
在同日辯論上，官委議員龐川提出近日澳門居民都因為「某案件」再次關心起刑事司法互助的問題，並就有關的問題向黃少澤提問。黃少澤回應時表示，有關刑事司法互助的問題特區政府從2001年開始跟中央政府溝通，但有關問題牽涉到複雜的法律以及政治和社會問題。但表示如果可以開始的話，當然樂見其成。
2022年1月14日，澳門政府宣佈對《博彩法》進行修訂，列明最多批給六個賭場經營牌照，牌照期限不得多於十年，例外情況下最多可延長三年。與此同時，承批公司的資本門檻提升至澳門元五十億元。目前澳門共有六家持牌經營的賭場，包括三家正牌公司澳博控股（0880）、永利澳門（1128）和银河娱乐（0027），三家由正牌公司轉批的副牌公司美高梅中國（2282）、新濠博亞博彩（0200）和金沙中國（1928）。2022年6月22日，澳門立法會全體表決通過修訂案。

## 被捕人士

### 澳門方面
2022年9月2日，初級法院第二刑事法庭開庭審理涉及太陽城集團犯罪的刑事案件（合議庭普通刑事案第CR2-22-0147-PCC號），案中共有21名嫌犯。檢察院根據已查明的事實，對相關案件的嫌犯作出控訴，指控包括涉及黑社會的罪競合犯罪集團罪和民事賠償請求。其中民事賠償請求方面，要求案中被告包括周焯華、盧石峰、梁樹榮、馬天倫、王柏齡、張志堅及周振熙以連帶責任方式向澳門特別行政區支付賠償金額8,260,538,294.36港元，或以連帶責任方式向澳門特別行政區支付澳門政府減少應收的博彩稅收數額的損害賠償，具體數額於執行判決時另行結算。
| 被告         | 姓名     | 被捕時身份                                                                                            | 被捕時年齡 | 控罪 | 判刑       | 備註                                                                     |
| ------------ | -------- | --- | ---------- | --- | ---------- | ------------------------------------------------------------------------ |
| 第一被告     | 周焯華   | 太陽城集團行政總裁兼主席、凱升控股有限公司董事會主席及非執行董事                                      | 47         | 「黑社會罪」、103項「在許可地方內不法經營賭博罪」、57項「詐騙罪」（相當巨額）、 「不法經營賭博罪」                   | 合共18年   | 案中犯罪集團主腦                                                         |
| 第二被告     | 司徒志豪 | 太陽城集團市場策劃部助理副總裁                                                                        |            | 一項「黑社會的罪」及 一項「不法經營賭博罪」                                                                          | 合共10年   |                                                                          |
| 第三被告     | 張一平   | 太陽城集團貴賓廳副總監，其後晉升為總監（2015年-2020年） 太陽城集團市場策劃部副總監（2020年-直至被捕） |            | 一項「黑社會的罪」及一項「不法經營賭博罪」                                                                           | 合共10年   |                                                                          |
| 第四被告     | 馬天倫   | 太陽城集團資訊科技部副總裁                                                                            |            | 一項「黑社會的罪」、一百零三項「在許可地方內不法經營賭博罪」、五十七項「詐騙罪」（相當巨額）及一項「不法經營賭博罪」 | 合共15年   |                                                                          |
| 第五被告     | 張志堅   | |            | 一項「黑社會的罪」、一百零三項「在許可地方內不法經營賭博罪」、五十七項「詐騙罪」（相當巨額）                         | 合共15年   |                                                                          |
| 第六被告     | 周振熙   | 遊澳集團行政總裁                                                                                      |            | 一項「黑社會的罪」、一百零三項「在許可地方內不法經營賭博罪」、五十七項「詐騙罪」（相當巨額）                         | 合共15年   | 香港人                                                                   |
| 第七被告     | 盧石峰   | 太陽城集團市場拓展部高級副總裁                                                                        |            | 一項「黑社會的罪」、九十七項「在許可地方內不法經營賭博罪」、五十七項「詐騙罪」（相當巨額） 、一項「不法經營賭博罪」  | 合共14年   |                                                                          |
| 第八被告     | 王柏齡   | 太陽城集團財務部總裁、凱升控股非執行董事                                                              |            | 一項「黑社會的罪」、一百零三項「在許可地方內不法經營賭博罪」、五十七項「詐騙罪」（相當巨額）、一項「不法經營賭博罪」 | 合共15年   | 於9月2日首日庭審以住院為由缺席聆訊被罰款                                 |
| 第九被告     | 張寧寧   | 案中跨境犯罪集團之骨幹成員、太陽城集團及周焯華在中國大陸地區的代理人                                  |            | 一項「黑社會的罪」                                                                                                   | 罪名不成立 | 香港人，現涉及於中國大陸境內一宗非法賭博及清洗黑錢案在浙江省溫州市判刑。 |
| 第十被告     | 何靜儀   | 太陽城集團賬房總監                                                                                    |            | |            |                                                                          |
| 第十一被告   | 梁樹榮   | 太陽城集團市場部總監                                                                                  |            | |            |                                                                          |
| 第十二被告   | 呂文傑   | 太陽城集團貴賓服務及客戶關係發展部助理副總裁                                                          |            | |            |                                                                          |
| 第十三被告   | 歐宏東   | |            | |            |                                                                          |
| 第十四被告   | 蘇亦明   | |            | |            |                                                                          |
| 第十五被告   | 蘇楚毫   | |            | |            |                                                                          |
| 第十六被告   | 蘇佳榮   | |            | |            |                                                                          |
| 第十七被告   | 藍子智   | |            | |            |                                                                          |
| 第十八被告   | 李紹聰   | |            | |            |                                                                          |
| 第十九被告   | 龐克訓   | |            | |            |                                                                          |
| 第二十被告   | 黨永剛   | |            | |            |                                                                          |
| 第二十一被告 | 周擁軍   | |            | |            |                                                                          |

## 司法程序
2022年5月26日，據葡文電台以及英文媒體GGRAsia先後報道，澳門檢察院正式對周焯華等21人作出起訴，包括涉嫌非法賭博、犯罪集團、欺詐、清洗黑錢罪名，周焯華可最高判處8年監禁。據報案件最快於同年6月開審。據香港東網透露，周焯華涉案金額高達8000億港元，約合人民幣6000億元。案件定於同年9月2日開審。

## 溫州庭審
2022年8月10日至12日，温州市中级人民法院开庭审理周焯华案的三起关联案件，包括张宁宁的开设赌场、非法经营案、张时秀开设赌场案、钟海燕犯开设赌场罪案，涉案35名被告均表示认罪。
2022年9月30日，溫州市中級人民法院微信公眾號發布消息，被告人張寧寧等人犯開設賭場罪、非法經營罪，被告人張時秀犯開設賭場罪，被告人鐘海燕犯開設賭場罪等三起案件一審宣判。綜合考量各被告人的犯罪情節、後果、社會危害性、主觀惡性、在共同犯罪中的地位、作用及具有的法定或酌定從輕、減輕情節等，結合各被告人認罪認罰情況，為依法嚴懲跨境賭博犯罪，維護公共秩序和市場秩序，經合議庭評議和院審判委員會討論，依法作出判決：對被告人張寧寧以開設賭場罪、非法經營罪，數罪併罰，決定執行有期徒刑七年，並處罰金人民幣八十萬元；對被告人張時秀、龐克訓、鍾澤新、鐘海燕等35人以開設賭場罪依法判處有期徒刑七年六個月至十一年三個月不等的刑罰，並處罰金人民幣三百萬元至五萬元不等的刑罰；供犯罪所用的財物、賭資、違法所得及收益、孳息，隨案移送的，予以沒收，上繳國庫；尚未追繳到案的，繼續追繳。

## 澳門一審

### 首次庭審 (2022年9月2日)

#### 澳門本地案件首日開審
2022年9月2日，周焯華涉建立犯罪集團，不法經營賭博、詐騙及清洗黑錢等共289項罪，案件定在下午2時45分於澳門特別行政區初級法院開審。下午約1時，多輛囚車陸續抵達初級法院。不少嫌犯的親友及居民一早到法院輪候聽審，據知開庭用的一號審判庭已坐滿，防疫關係只能讓16人旁聽。法院會開設一個室直播庭上情況，大堂內已有二十多名市民及傳媒輪候。控罪指其以太陽城集團及貴賓會名義，與一眾嫌犯經營不法的“賭底面”生意，還涉於菲律賓、越南等地開設賭博網絡平台。2013年3月至2021年3月，不法集團在六博企娛樂場經營賭底面的總轉碼數8,237.74億港元，至少賺取215.21億港元的不正當利益，導致特區損失82.6億港元的博彩稅收。

#### 第八被告缺席首日庭審
2022年9月2日下午2時45分，案件於初級法院開審，涉案中其21名被告中有11人缺席，其中第八被告無理缺席，法官盧映霞宣佈改期至同年9月19日下午2時45分續審。案中第一被告周焯華身穿黑色西裝、黑皮鞋準時到庭，向旁聽的兒子點頭示意，周的髮型、身型依舊，看來精神不俗。案中多名中國大陸籍嫌犯缺席，當中第八被告王柏齡的代表律師指其因病住院，未知幾時可出庭，法官宣佈視作無理缺席，罰款並改期，以致周焯華還未有機會開口便散庭。庭上有多家博企包括澳娛、美高梅、永利、銀河和威尼斯人均有派代表律師出席庭審，另有多名律師申請帶助手上庭不獲接納。多名律師建議若法庭空間不足，可取消旁聽席，或庭審地點改到中級法院。盧映霞回應稱，若不設旁聽席，會被質疑公平性和是閉門審訊。

### 第二次庭審 (2022年9月19日)

#### 周焯華否認控罪
2022年9月19日，本案進入第二次庭審，周焯華在庭上多次否認經營賭底面公司和洗黑錢，又強調沒有參與賭底面，而電投等業務均在菲律賓境內開展，並獲當地政府容許。
案件共有21名被告，今次庭審繼續有11名被告缺席。控方在庭上展示於周焯華手機程式截取的多個錄音和文字訊息，強調相關內容顯示被告在賭底面公司中負責分配利潤。與上次庭審不同的是，周焯華出庭時戴上防疫面罩，他亦選擇回答問題。
周焯華多次否認參與賭底面，指有關回覆是出於信貸監管，確認戶口不存在有「Marker」（貴賓廳裏借籌碼賭）、信貸過期。他稱，與賭底面的人士沒有資金上的接觸。周焯華稱，電投業務早在 2015年已轉移至菲律賓經營，及後已轉手，他對有公關在澳門推廣並招攬客人一事並不知情，又指太陽城集團沒有任何人在內地宣傳賭博。至於清洗黑錢部分，控方出示文件指周焯華利用賭客在內地的資產，用於歸還賭底面債務。周焯華回應稱是認為相關業務有投資價值，強調是融資且程序合法。

#### 檢方展示多份周焯華與賭底面公司有關文件
被指控指揮賭底面公司案件部份，庭上展示多份文件，包括2015年7月的一則電話監聽記錄，內容約為「有人於MGM太陽城輸光後加彩300萬」，周回覆「主太營一份」、「主太營7成、太營3成」； 庭上其後亦列出新濠天地太陽城貴賓廳疑涉「賭底面」的資料，顯示周回應「食半份」、「食一份」。主任檢察官黎裕豪問周焯華是否承認與賭底面有關。
周焯華回應稱，知悉賭底面公司的存在，但對相關運作程序並不知情，並指案中的賭底面公司伺服器8年間有約4萬多條訊息，其中僅數十條被指與他有關聯，若是負責分配工作明顯是不合邏輯，而且相關訊息是與他人研判客人的信貸監控問題，並非涉及賭底面。控方同時提到周焯華涉及經營電投和網投等業務，並曾經在澳門招攬客人。
另外，被控方問到一位名叫徐小寶的人，曾希望與周焯華合作開底面公司，庭上展示的資料中，周回應「其實去年一整年，枱底公司都沒賺到錢。」周焯華庭上解釋，代表「我勸他不要做底面公司」。他又指出，司警指他只處理大額的交易，但都不可能是「幾萬份之幾十」。黎裕豪則指出，「我大把資料，顯示你分配每間公司你食幾多份。」、「你領導，不需要每一單都由你做。」周表示，相關人士沒有任何銀行過數，他們之間亦沒有商量，「十年來我只是坐寫字樓，沒有一個Agent同我長期聯絡，我手機有十八年的數據，對話通話，我沒參與底面利益。」同時，有媒體披露案情時指出， 有部分賭底面的客人會因賭輸錢而選擇以內地的發展項目償還，為收回不法利益，有人疑利用香港及深圳的公司，以正常商業活動隱藏及掩飾，從而收回賭債；涉案集團從事電投及網投的不法活動，將非法收益透過地下錢莊轉入太陽城貴賓會，相關款項至少近37億港元。 

#### 周焯華否認電話投注涉及觸犯澳門法律
同時檢方亦指電投系統共有兩個，分別是菲律賓和澳門的系統，提出是否大陸客，甚至全球客戶只要撥通電話即可下注？對於經營電話投注和網上投注等業務方面，周焯華表示，2003年（非典型肺炎流行期間），澳門可以電話投注，至2014、15年停止，故就將電投業務轉移到菲律賓，在當地是合法，但他否認經營網上投注。而2019年，博監局出台指引後已將電投業務轉手，他稱，不會從事澳門法律不容許的生意，亦沒有太陽城員工在內地從事賭博宣傳活動。在以「漢飛項目」頂賭債一事上，周焯華表示，漢飛的老闆周擁軍（案中第21被告）並無欠太陽城賭債，自己則融資了十多億在漢飛項目，他形容自己是「白武士」，協助對方償還欠其他人的債務，自身開設的融資公司在香港有金融牌照，周焯華回答問題時提到，太陽城貴賓廳生意很好，毋須從事賭底面。他相信「可能是張志堅」營運賭底面公司；他又指出，有澳門人十年來擠牙膏式向他還債。
另外，周焯華代表律師梁永本開庭前，要求將部份電話監聽記錄視作無效，他認為案中要查明周焯華有沒有親自指示太陽城進行賭底面，而不是只靠電腦伺服器的資料作證，同時要查明案中有沒有存在詐騙、以高佣方式吸引賭客、有沒有實際現金交收以及作賭底面的具體行為。他又指出，網上投注在菲律賓沒有違法。

### 第三次庭審 (2022年9月20日)
在第三次庭審中，就辯方律師提問經營賭底面業務情況，周焯華指相關業務或能賺取「碼佣」，但太陽城集團多年來分紅情況較理想，亦不清楚員工是否向客人推廣賭底面。周指賭底面在全澳賭場以及貴賓廳存在，在澳門屬普遍現象，甚至在回歸前、太陽城集團未成立前已存在。一般情況下是一間當律師問甚麼情況算是賭底面？周指出，在賭桌前聚集多人，同時有人陪同並「MARK數」，這種情況或會是賭底面。但賭額卻不大，而執法部門在巡查時遇見相關情況亦會上前詢問並驅趕，但由於賭底面是客人和疊碼間的口頭承諾，事後會否有真實現金交易亦存疑。他又提及，太陽城疫情前多年來分紅理想，強調賭底面並非公司業務，雖然會有員工陪同客人賭博並跟進要求，但無必要宣傳賭底面，亦無權批准。另外，多名辯方律師關注案中周焯華曾涉及經營電投和網投等業務。周焯華重申，從來沒有經營網投，而電投則在2003年獲當局批准後經營至2014年，及後博監局宣布禁止經營電投和網投業務，相關業務後來轉移至菲律賓，澳門方從來沒有為在菲律賓的電投業務作宣傳，亦不會委派員工到內地。周焯華亦被問及電投的實際操作，他回應“我不賭錢，賭枱野唔太識”。 
案中第二被告太陽城集團前市場策劃部總監司徒志豪和第三被告張一平，均被控涉及電話投注和網絡投注犯罪。
司徒志豪在庭上多次強調，自己只是作為太陽城集團和友好公司環球E城UE集團的協調溝通人，他“不對客、不對錢”，並沒有權力和參與轉帳等工作，同時強調在2015年至2019年沒有參與過電投和網投工作。對於控方在庭上出示他和其他同事討論轉帳問題的截圖證據。司徒志豪解釋是同事協助賭客操作前的告知信息，並不是由他實際操作，所有操作是由會計做。而2019年公司召開記招表示不再開展直播代投，但他發現公司仍為環球E城提供技術支援，因此多次向上級口頭請辭。
第三被告張一平稱，檢方在庭上展示他的聊天截圖。張一平表示，自己2020年3月起直屬司徒志豪，2人同屬訊息傳達人角色，僅曾幫UE集團整合業務資料，未曾參與電投網投業務。至於控方在庭上出示他與太陽城員工的對話截圖，指他曾提及周焯華不會放棄在菲律賓的電投業務工作等。張一平稱，相關對話為員工閒聊，純屬猜測公司發展策略。

### 第四次庭審 (2022年9月21日)

#### 第三被告答辯
被控涉不法經營電話投注和網絡投注犯罪的第三被告張一平答辯時表示，2019年曾向周焯華自薦重組海外部，以改善集團業績，但未獲接納，又否認曾參與任何電投、網投工作。他於2015年入職太陽城集團，擔任貴賓廳副總監，其後晉升為總監，再於2020年轉任策劃部助理副總監，直至被捕，工作主要負責與各酒店賭場聯絡溝通，決定各貴賓廳的開設等。他又指，當集團於2019年被內地媒體指涉不法經營線上賭博平台後，因當時集團的負面消息不斷，周焯華亦叫停了集團大部分海外電投生意；因此他當時便向周焯華自薦重組海外部，建議把實體賭客帶到海外實體賭場進行博彩，冀藉此能改善集團業績。但他指，當時周焯華並未採用建議，他亦不清楚之後太陽城有關業務有否作出改變。
張一平在答辯中多次強調，其工作過程中從沒有參與過任何有關電投和網投的工作。至於有關司警在其USB手指中發現大量海外貴賓廳環球E城和友好公司UE集團的相關資料，當中包括信貸額明細和數據等文件，張一平指，有關件是其當時上司司徒志豪（第二被告）要求他下載並轉交另一部門主管的，他本人對當中內容並不了解。張一平又稱，從沒有接觸過UE的客人，且也沒有權限批出任何Marker（借貸）。
案情顯示，警方在張一平位於太陽城辦公室的座位搜獲移動儲存器，發現大量「環球E城」的資料。張一平庭上作供稱，是第二被告司徒志豪叫他複製資料，交給鍾潤明，自己只把資料放在辦公室，一直沒有使用。

#### 第四被告答辯
第四被告任職資訊科技部副總裁的馬天倫被指為電投、網投和賭底面提供重要技術支援。案情顯示，馬天倫涉為賭底面集團研發及更新具有「賭底面」功能的查數易，Rollex 及 Rollsmary系統，並研發具聊天功能的Sunpeople系統及為賭底面而設的Opsman系統。他在答辯時表示，其工作主要負責管理和維護太陽城電腦系統軟件「Rollsmary」和「Sunpeople」；而之後受周焯華的拍檔張志堅（第五被告）所托，便為其複製太陽城的軟件「Sunpeople」做了一個名為「opsman」的軟件。馬天倫指，據他所知此軟件有接收「賭底面」數據，但有關系統軟件不屬太陽城，他只是負責提技技術維護。他又稱，他在2013年入職時不知道甚麼是賭底面，當時公司仍使用Rollex 系統，兩至三年後就改為Rollsmary。到2018年升任主管是才接觸營運系統，才知道用作記錄「底面數」，而資訊部是根據人員需求工作，有問題幫忙跟進。由於張志堅是周焯華的合作夥伴，故按周焯華分咐協助張志堅，向其提供技術支援，張志堅亦會帶客到太陽城，但是否賭底面就不清楚。

### 第五次庭審 (2022年9月22日)

#### 周焯華對“賭底面”系統不知情
周焯華在庭上主動回應第四被告、太陽城資訊科技部負責人馬天倫於9月21日的言論。他重申對營運系統，即“底面”系統不知情。不論新舊太陽城“sunpeople”系統都不兼容任何“底面”業務。印象中亦無提出容許馬接受張志堅（第五被告、被指是“賭底面”集團的營運部負責人）的要求提供系統（具接收“賭底面”訊息功能的“opsman”）。
他強調只講出事實。保存了與馬天倫八、九年的手機對話訊息，談及太陽城全部的系統功能，肯定從無討論任何“底面”系統，“可以叫司警睇返我哋手機”。由於從無談及，其又不清楚，故不會口頭答應張志堅的要求去設置系統。他又稱，未曾試過和馬天倫、張志堅三人一同消遣，但公司不反對二人有交往。

#### 第四被告回應賭底面系統相關問題
馬天倫當日接受律師提問時表示，太陽城有很多股東，其曾幫其他股東做事，乃至到海外賭場做開荒牛，“我唔會樣樣嘢話畀周生聽”（我不會每個說話都給周生聽）。重申張對“sunpeople”很有興趣，尤其是可以接收帳房系統訊息，故才協助找中國大陸公司設置“opsman”。他又稱，“sunpeople”和“opsman”兩個系統獨立無關聯，所有相關的系統、增減系統功能都不是其開發和處理，資訊部就像中間人，應部門人員需求找相關系統公司處理。

#### 第五被告承認私下經營“賭底面”
同日，第五被告張志堅接受檢察官查問時，承認有私下經營賭底面，他的兩間公司負責做賭底面，分別會有員工聯絡客人、接觸客人和跟數。他又供稱，曾在2013年約見周焯華，希望他把想賭底面的客人轉介給他，當時周焯華答應了，張志堅表示和周焯華是朋友關係，賭底面業務與太陽城集團無關，自己只在有太陽城從事「沓碼」。
檢察官亦展示多段張志堅和周焯華的監聽和短信資料，顯示張志堅稱呼周焯華為“老細”，在“賭底面”食貨公司帳目明細中亦有文件有備註“華哥通知2月1日開始食貨”，質疑賭底面公司和太陽城集團之間關係。張志堅稱，賭底面和太陽城沒有關係，很多人都叫周焯華“老細”，又稱是會計負責填寫報表，他不知道備註中所指的華哥是誰，張志堅回應稱，澳門很多「沓碼」都會以「老細」稱呼周焯華，亦堅稱「賭底面」和太陽城沒有關係。。

### 第六次庭審 (2022年9月23日)

#### 第五被告繼續回答律師提問
第五被告張志堅在上一次庭審已承認經營賭底面犯罪活動，在接受代表律師周國強提問時，否認自己是周焯華領導下的一個“小頭目”，亦沒有意圖詐騙特區政府和博企，他不僅無法控制賭局輸贏，“客人會贏錢，我怎樣詐騙？我詐騙自己輸了錢給客啊？”，而且去哪個賭廳賭博由客人決定。他對自己犯法感到後悔，並稱願意承擔相應責任。
被指賭底面的帳目由太陽城任職的三名會計負責，張志堅表示，每月會固定支付每人薪酬額外1萬元，三人均為第八被告王柏齡（第八被告）介紹。
關於張志堅和太陽城的關係，律師要求展示一段2020年9月25日的對話，是張和“更頭”（食貨人士）提到“突然間馬尼拉有個啲數又唔X接，做咩唔接啫，我哋又唔係屬於公司嘅，佢哋就係講緊太陽城冇但係我哋唔係屬於太陽城㗎嘛。我哋係照做㗎嘛嗰時，咪講緊環球啲數我點會唔接”。（忽然間馬尼拉有一些賬目數又不X接，為甚麼不接（接應）呢，我們又不是屬於公司的，他們就是說太陽城沒有但是我們不是屬於太陽城的。我們是照著去做的時候，就說環球的數我怎麼不接）當時太陽城已結束菲律賓的電投業務，張志堅在該段對話中夾雜髒話，他今日稱其不是太場城的人，當時突然被刪菲律賓當地的佣金，故感到憤怒。
張志堅稱，澳門有賭底面情況已久，自己是在“中段”或“中尾”加入，“跟人有樣學樣”。2019年周焯華就跨境博彩事宜開記者會後，經營環境轉差，其時已有意退場。羈押獄中約半年來，很後悔曾作出不法賭博行為，“我入去半年嗰仔已經高過我，自己做啲嘢唔啱，尤其是嗰女出年18歲讀大學，佢哋畢業完全睇唔到，但錯就係錯，自己要承擔責任”（我進去半年（不准保釋）期間兒子已經高過我，自己做的東西不對，尤其是我的女兒明年18歲讀大學，他們畢業完全看不到，但錯就是錯，自己要承擔責任）。

#### 第六被告認賭底面
第六被告遊澳集團及訊力科技負責人周振熙，被控涉及負責“賭底面”、電投及網投發送的短訊等。他在接受控方提問時承認有入股賭底面公司，又稱以為不帶客、不參與營運，作為小股東會沒問題，現在知道做錯，會承擔應有法律責任。周振熙又稱，訊力科技公司不只做太陽城生意，亦有與政府及其他機構做生意；而客戶透過系統發送短訊時，訊力同電訊商對短訊內容不知情。
周振熙又稱，訊力科技公司除太陽城生意外，亦有接政府及其他機構的生意；當客戶透過系統發送短訊時，訊力同電訊商對短訊內容不知情，亦不需要知道訊息內容，「訊力角色只是提供條線，我控制不到如何推廣。」他稱遊澳集團與「UE」（環球E城）完全沒關係，自己亦不懂分辨電投、現場投注，「總之網投有風險，我們就沒有關係。」

### 第七次庭審 (2022年9月26日)
2022年9月26日，案件進入第七次庭審，案中第八被告王柏齡和第九被告張寧寧缺席審訊其中檢方要求第六被告周振熙解釋訊力科技公司資金轉向的問題。他澄清指，訊力每月會收到業務帳單，並根據與太陽城簽訂的協議，交回財務核對，整個流程需時一個月。強調訊力只是為太陽城貴賓廳提供短訊發放服務，並没有提供任何不法服務，又指遊澳集團亦從無為不法利益運營，當被告知公司在某段時間被利用來發送涉案的短訊，在知道時已立即叫停。
第七被告、太陽城市場拓展部負責人盧石峰否認“賭底面”控罪，檢方展出大量群組聊天記錄截圖和電話監聽紀錄，群組聊天紀錄中指向盧石峰委托第三人發布通知，內容大概是指因「賭底面」不是合法業務，提醒職員向客戶發送訊息時，不要提及拖底、底數、底貨等敏感字眼。盧石峰解釋稱「我群組好多，每日收到200至300個信息，如果同事搵我，會直接CALL我」，表示對群組內信息「唔知情、無睇過」。對於執法人員在其家中搜到500萬，盧石峰指有關資金是「洗碼」所賺，並非從事非法活動所得。
檢方問到盧石峰掌管的市場拓展部是否要求員工推廣「賭底面」、電投和網投業務？盧石峰强調没有向張志堅推薦任何從事「賭底面」的人士，他指「我無參與『賭底面』，所以没有私人介紹俾張志堅，可能部門有人介紹比佢？我唔清楚，唔記得」。同時，當局在盧石峰家中搜出培訓員工熟悉「賭底面」業務的計劃文件。盧石峰表示「好似有人比份文件我，但當時太忙，未有時間睇」，並將文件帶回家，放置了大概兩至三年，期間並没有閱讀，也没有帶回公司。强調自己是負責公司行政工作，「賭底面」推廣工作並無參與。對於被指擁有一間食貨公司的股份，他庭上解釋是代朋友持有。而控方問到在其家中搜出的“賭底面”教學文件，盧石峰解釋文件是太陽城市場策劃部總監給他，但他一直閒置，已擺放兩、三年。他理解從事“賭底面”的“營運公司”屬於第五被告張志堅。太陽城在2019年將電投業務出售予環球集團，2021年1月“環球E城”（又稱UE）結業，第十被告、太陽城帳房部總監何靜儀仍協助處理UE客戶的存款。何靜儀表示是按太陽城公司要求工作。
第一被告周焯華最後主動補充，盧石峰在海外電投業務出售後對UE信貸額度提建議，只是告知對方太陽城審批的額度。2019年前後相關法律無改，從前認為無問題，故之後也不認為有法律問題。當時“光明正大”推出此一產品，故到UE結業為對方“執手尾”也無不妥。

### 第八次庭審 (2022年9月27日)

#### 第十被告否認參與電投活動
第十被告，任職前太陽城帳房部總監何靜儀接受律師提問表示，2018年升職為帳房部副總監，並調職到太陽城中土總部上班，2020年4月升為總監，其上司為第八被告王柏齡。2020年7月太陽城出現「取款潮」，故當時周焯華要求成立「資金合規委員會」，委員會成員包括周焯華、盧石峰、呂文傑，主要負責審批客戶的取款要求。然而，控方卻認為有關委員會涉及電投活動，何靜儀指，自己只是單純為客戶處理存款退款的事情，沒有權力審批客戶的戶口，也沒有權力知道審批的過程，更不清楚客戶是否與電話投注有關。
此外，庭上檢方亦多次問及為何UE與太陽城客戶戶口的號碼相似，質疑兩間公司有不法關聯。周焯華主動要求解釋表示，兩間公司的系統是不相連，根據其經驗估計，UE知道客人在太陽城有戶口，便會在UE以類似號碼幫客人開戶，以方便客人及減低對客人影響，強調兩間公司是獨立的。
第十一被告前太陽城市場部總監梁樹榮表示，他透過公司晚宴認識到兩個「賭底面」集團的股東，但他強調自己從沒有出資營運「賭底面」公司，只是為兩個股東負責傳話和協調工作，也沒有任何金錢交易，更沒有進行「食貨」。但控方出示證據指出，梁樹榮曾經聯絡張志堅提及有客人進行「賭底面」，但梁樹榮解釋，如果有客人有「賭底面」的要求，會聯絡張志堅，但自己並沒有參與當中。

### 第九次庭審 (2022年9月28日)
第十二被告太陽城業務發展部總監呂文傑回答律師提問時表示，主要負責客人食、住、行等服務，直至2020年公司出現資金問題後才開始為公司代理客戶取款的要求。他表示公司任何一個員工都没有權力操作公司戶口，只有戶主自己才有權操控戶口裡的資金，只需打到帳房，經核實身份即可提取資金。呂文傑又指，自2019年太陽城舉行記招宣布停止電投、網投業務後，公司隨即將上述業務轉交至馬尼拉UE集團管理，他又指，即使公司仍然營運電投、網投時，他亦從來没有參與，同時否認協助操作地下錢莊在太陽城的帳戶。

### 控方傳召證人
2022年9月29日，兩名太陽城會計部前總監作供，其中一人在控方追問下，表示「主太營（賭底面公司）屬於太陽城」。至於主太營是否周焯華有份？該名證人回答「是」。其後在周焯華代表律師梁永本多番追問下，該名證人回答，雖然沒有文件、證據證明「主太營」是太陽城有份的，但按自己的記憶就是這樣。最後，她承認有關說法是「靠斷估」。
2022年9月30日，包括前太陽城會計部員工和曾經涉及網投和網投的賭客作供，有會計員工證人指，知道負責核對營運報表是涉及「賭底面」；又指受上級指示有為「賭底面」公司「天貿易行」和「天象」向銀行開支票支薪。賭客證人則指可從太陽城戶口轉錢網投App戶口進行網上賭百家樂。第40號證人任職太陽城會計部的梁敏儀被控方問到是否知道太陽城有從事電投或網投，她表示不清楚，平日工作只是負責在太陽城系統「rollsmary」中的核對營運報表，又稱太陽城電腦中沒有UE（即環球E城）的相關系統，亦不知道UE是甚麼，同時也不認識張志堅（第五被告）。當控方展示相關涉案的股東報表和月份盈虧表時，她表示，工作中有做過或見過相關報表，但不清楚當中字眼的具體意思。梁敏儀又指，其上司葉少玲（第37號證人）有指示她協助「天貿易行」和「天象」（「賭底面」公司）向銀行開支票支薪，又指相關公司的支票簿存放太陽城的會計部內，並已全數簽名。至於律師問到為何會為別人出支薪支票，她則表示，估計是對方沒有會計資源，因此應上司要求作出協助，不清楚具體原因。另一同樣任職會計部的第41號證人郭小平表示，其工作是負責核對「rollsmary」系統中營運報表，並知悉當中是涉及「賭底面」的帳目，但只是純粹核對而已。她又指，有關「賭底面」的帳目會以「營運數」作為識別，並每月會由營運部提供一份抄的報表用於核對；又稱營運部是是太陽城中一個特別的部門。同時控方又問及是否知道甚麼是「營運卡」，郭小平回答指知道，據其所知每張即代表一個客人戶口，裡面有一些「賭底面」的數目，亦可在系統「rollsmary」中查閱到。
2022年10月10日，本案續審，3名前太陽城集團員工證人，包括前市場拓展部客服主任、另一名市場拓展部 “玩家組”貴賓客戶副經理及一名“代理組”證人作供，三名證人均指證太陽城有賭底面和電投。法官宣佈下次庭審日期為10月25日下午2時45分，打後將密集式開庭，不排除每次庭審時間會增至 8小時。

### 有證人於庭上被檢方質疑作假證供
2022年10月25日，本案續審，控方再傳召多名證人作供，包括賭客、前太陽城市場部“玩家組”主任作證。有賭客作供時稱，疫情前 1-2年(2017年至 2018年)和朋友在星際太陽城貴賓廳賭錢時，目睹同行朋友玩“賭底面”，當時朋友致電相關人員後，有自稱是“營運部”的太陽城員工接洽和記數。前太陽城市場部“玩家組”主任作證時稱，市場部員工培訓時已被要求推廣電投和網投，曾有員工因相關業績不達標(KPI)收警告信，而若數月內不達標會被視為自願離職。她稱，認知中環球 E城不屬太陽城，沒想過推廣電投、網投是違法。另一名前太陽城市場拓展部主管級員工作供時，被檢方問到證人是否知道太陽城“賭底面”時，她稱，以她所知太陽城沒有經營“賭底面”業務，她亦沒有要求下屬宣傳“賭底面”和電投、網投業務。其後檢察院主任檢察官黎裕豪質疑證人證詞，警告證人需誠實作供，其後證人再重複供詞，黎裕豪隨即向法院申請以現行犯拘留證人，證人詢問原因，檢察官表示有證據證明證人作虛假證言，證人即時起會作為嫌犯身份至案件完結，稍後會要求司警為其作實況筆錄和錄口供。

### 合議庭主席指不排除疫下開庭
2022年10月26日，合議庭主席盧映霞表示，就澳門當天新增一例COVID-19陽性社區感染個案，形容是最不想的事情已發生了，但案件帶有緊急性質，而法院不排除在疫情下開庭，如澳康碼異常需由其他同事頂替。另外指出庭上有律師拖延時間和庭審，如果疫情嚴崚不排除被告需穿上保護衣出庭，律師出入庭都有更嚴格要求。證人作供方面，當天傳召4名證人作供，有證人求職時被安排入職賭底面公司。有「營運部」的「天貿易行」員工證人表示，在求職、面試到簽約時發現是與天貿易行簽約，對方表示「是太陽城的」。被問到“天貿易行”的老闆？她指該公司「主管」是第五被告張志堅（被指為「營運部」主要負責人），而工作內容是將涉賭底面單據資料輸入電腦。而控方更展示相關“賭庭面”活動的證據，證人作供時認出相關證據。另一名員工在入職被安排「另一個位」即天貿易行工作，其後再向太陽城遞表，最後任職該集團的市場部文員，而自己工作時需輸入資料來源是由「更頭」向員工提供。一名任職天貿易行的「開數更頭」證人作供時，指工作期間如有客人要「開工」，就確要前往核實客人身份，俗稱「開營運」，而他見到客人下注賭錢後就會離開，他同時要觀察客人有沒有同公關串謀詐騙公司。另一名「開數更頭」證人表示，平日工作會等更頭發電話，之後聯絡客戶、市場部，到現場後聯絡「跟數更頭」出碼，之後開工，發訊息。除了賭廳外，亦有到過公司廳工作。四人都表示公司老闆是張志堅，工作時不會穿著太陽城的制服，未曾參加太陽城的工作會議，亦未見周焯華參與公司會務工作。

### 繼續傳召證人作供
2022年10月27日，法庭繼續傳召證人作供，有任職超過十多年的帳房部員工作供時表示，公司內部的「營運卡」用作處理「底面數」過數，而帳房只處理場面的賭注，「底面數」由會計處理；另外，周焯華重申，已承認太陽城協助環球E城的「IT」（資訊科技）進行支援，為環境E城結業時「執手尾」，處理客戶的應收帳。
2022年10月28日上午，法庭傳召前太陽城會計部主管、第39號證人黃莉萍上庭作供。證人在庭上多次指出不清楚太陽城有否「賭底面」，又指她所負責的太陽城博彩一人中介公司的帳目中不涉及「賭底面」；她又承認自己有以「PartTime」方式幫案中第五嫌犯張志堅處理「營運」相關帳目，每月有收取報酬。
2022年10月31日，法庭傳召博監局合規審計處處長黃朗平出庭作證，指出博監局在2016年起針對性審查博彩中介人，包括抽查公司財務報表、到帳房實地瞭解操作和核對帳目，每年約抽查一次。黃朗平稱，雖然太陽城帳房欠缺系統化操作，間中存有小問題，但未見公司收入與承批公司給予的佣金收入有重大異常，亦未發現當中涉及賭底面和網投等項目。
2022年11月1日，辯方傳召三名在博監局任職超過25年的職員作供，曾做過稽查督察，並異口同聲表示，沒有見過太陽城從事賭底面、電投及宣傳海外博彩，亦沒收過任何舉報。其中，有證人表示，倘在巡查娛樂場時發現可能涉及刑事的活動，會交由司警處理。

### 懷疑代持中國大陸公司收賭債
2022年11月3日，法庭傳召平日為周焯華處理家頭細務的兩名「助手」作供，指第九被告太陽城資產管理部主管張寧寧叫他們在中國大陸「代持」公司的，不知道公司業務。案情指，為隱藏涉賭底面集團收回相關賭債，多名太陽城員工在中國大陸成為多間公司的法定代表。控方更形容第二被告「陰公」，但證人表示不清楚，但自己每日上班十多個小時，由周焯華起床至睡覺的時間都要上班。證人更表示，除非周焯華去了外地，否則一星期七日都要上班，每日工作超過 14小時。梁瀚民問證人，是否已有兩年半沒有放假？證人答是。梁瀚民向合議庭表示，證人同樣視作行為證人，合議庭主席盧映霞稱，「但不知道勞工局會處理這些問題（勞工法）。」此對答引來全場笑聲。另一名任職「助手」的證人指，同樣受聘太陽城的冼健成表示，是張寧寧叫他「幫手代持」國科、華仁信息等內地公司，知道自己是公司法人。控方質問為何會有著數？他表示「未有其他同事代持，叫我代持住，我哋做左咁耐……當有內地同事返工，就會轉名。」
另外，庭上傳召兩名太陽城匯率諮詢部員工作供，控方問到中國大陸客人將當地戶口的錢轉到太陽城戶口賭博，如何操作？兩名員工先後作答表示，每日會查看公司內部有關匯率的電郵，如有客人（甲）致電要求賭博，就會找上司提供的十多個太陽城客戶名單（乙）作隨機致電，問持有足夠資金的乙方能否向甲方按匯率（人民幣兌港幣）提供轉帳，如果雙方都同意，當收到乙已收款（內地銀行帳戶）的通知後，帳房就會在太陽城的戶口之間轉帳，雙方都持有太陽城的戶口。控方問到是否知悉地下錢莊？證人表示不知道；辯方庭上問到太陽城在當中有沒有收益？證人表示，應該沒有收益，只是客戶雙方自行協調。

### 賭底面公司及太陽城員工續作供
2022年11月7日，本案合議庭主席盧映霞表示，按照進度，預料11月18日完成所有證人作證階段，11月21日將結案陳詞。被指是“賭底面”公司的“天貿”和“天象”有多名前員工出庭作供，有員工指平時工作主要接觸公司安排的賭客，會在賭客旁劃“路紙”，以及在空白地方記錄賭客戶口、出碼地點、本金、投注額及輸贏等資料，再放在車上或指定地方便會有人取走。其中“天貿”前會計員工指，公司老闆是第五被告張志堅，平時將“更頭”手寫的營運一般表格輸入電腦，當中涉及客人名、“上下數”等資料。
2022年11月8日，法院傳召前太陽城資訊科技部員工出庭作證。有證人表示，工作內容主要是對公司電腦硬件進行維修保養，知道UE、SCM、好E投等電投、網投系統的存在。檢察官質疑證人為何在司警錄口供時不知道，證人回答指一時遺忘，檢察官提醒證人如忘記都算是虛假證言，提醒證人回答問題需如實作答。證人在工作的前公司涉，檢察官提問證人問指，公司如何得知證人需到司警局錄口供，同時又幫證人聘請律師，而證人錄口供時有所隱瞞又是否律師所指使？證人回答時指，當時是司警局透過公司HR傳召證人錄口供，直言是太陽城請律師。隨後證人指曾經去過菲律賓多個實體賭場作系統維修保養的支援工作。同時，證人表示，疫情期間公司有「借糧」等福利供員工申請，認為公司當時的管理制度較人性化，對公司評價亦持正面態度。另一名與太陽城有合作關係的科技公司軟件開發經理作供時指，在職期間負責管理開發團隊，並透過當時同事口中得悉，在自己入職前，SMS系統已存在，當時每月會為太陽城自動發送超過100萬條信息，但有關信息內容，證人當時並没有逐項檢查，對信息內容毫不知情，證人認為有關系統在市面上十分普遍。

### 司警證人作供
2022年11月9日，控方傳召一名司警刑事偵查員出庭作供。在庭上展示Powerpoint檔案佔220多版，解說約2小時。關於案中的賭底面犯罪，司警查獲很多證據，整合了相關報告作出分析，過程中發現以周焯華為首的犯罪集團，在澳門利用太陽城賭廳進行不法賭博，太陽城多個部門參與其中，包括組織「食貨公司」，分攤「賭底面」風險。證人又指，在太陽城電腦系統發現逾68,000筆涉及賭底面記錄和食貨公司的紀錄報表，2014至2021年期間共有97間食貨公司，其中30間屬「主太營」或周焯華佔股，而「主太營」即為周焯華操控的食貨公司，警方亦在周焯華辦公室內搜獲食貨公司的月結報表。又展示印有太陽城集團標誌的賭底面教學「甚麼是營運」的文件，並稱是由市場拓展部向員工解釋何謂賭底面，以「營運」作為暗語。
2022年11月10日，控辯雙方對兩名司警證人發問。主審官盧映霞多次以時間緊迫和證人已回答等為由要求律師已正常方式和合乎邏輯提問。而審訊內容涉及周焯華是否涉持有涉嫌參與「賭底面」公司、如何向參與「賭底面」派彩、涉及「賭底面」的現金流向等。
2022年11月11日，負責調查電投和網投的司警刑事偵查員出庭作證，他指在 2017年 8月至2019年 7月，以及 2020年 1月至 3月，經計算太陽城期內在電投網投業務一共不法獲利 72億元。司警證人稱，多份文件顯示太陽城內多個部門均有參與網投業務。其中市場拓展部負責推廣宣傳，並會計算在員工的業績內；帳房部則負責與地下錢莊聯絡並協助充值；資訊科技部負責系統維修更新。
2022年11月14日，法庭傳召四名司警人員作供，被辯方律師問到，中國公安提供的周焯華與其他被告的對話資料，是真實的語音對話，還是翻譯出來的筆錄？其中一名司警作供表示，沒有聽過語音對話，公安提供的資料「已變了做文字」。有證人負責番閱太陽城伺服器資料，主要關於營運資料以及賭底面教學；控方指部分檔案內容日期被修改，但證人強調修改時間不等於有修改內容，只不過記錄了移動檔案當刻的時間。起訴書指，2014年5月，第二十一被告周擁軍在星際酒店太陽城貴廳會透過第十九被告龐克訓擔保，以港幣1000萬本金「一拖十」，再以2000萬本本金「拖十」，兩次合共輸光3.27億港元，周焯華決定以融資作掩飾，以周擁軍的漢飛項目償還。另外，案中的地下錢莊部份，控訴書指，2019年7月至2020年6月，不法經營賭博集團合共賺取約9億港元的不法收益。
2022年11月15日，最後一名司警證人作供，周焯華開腔回應否認收過任何「賭底面」收益，沒有參與過任何賭底面活動；根據展上展示的報告，指單單在2013年12月，就有2942筆賭底面資料， 轉碼數達399億港元，太陽城不法得益9億元，其本人和代表律師作質疑。控訴書指，不法集團曾在全澳229個地方進行賭底面，有20多個在太陽城貴賓會，其餘200多個在其他賭廳及公司廳進行。梁瀚民問劉姓司警，有沒有去調查其他廳、公司廳？證人表示，調查工作後期，澳門賭廳已基本關閉，故無法確定地點。
2022年11月17日，庭上完成傳召所有證人作供，原預計在11月21日結案陳詞。庭審尾段，合議庭向律師派發檢察院提交的修正控罪資料，律師聲請將庭審押後以準備辯護，合議庭最後決定將在11月29日上午再開庭。另外，案中第十三被告、太陽城低層員工歐宏東的女朋友在庭上講述歐在中國內地的被捕過程，期間兩度強忍淚水。

### 結案陳詞
2022年11月29日，控辯雙方就案件開始結案陳詞。控方指周焯華作為賭底面最高話事人，證據顯示出其直接參與和允許經營賭底面，同時透過多間賭底面公司進行活動，相信其肯定知情，合理推論賭底面活動最高話事人為周焯華其本人，賭底面一般的管理則是由案中第五被告張志堅負責。多名博企代表律師更直指案中被告以分工合作方式在博企實施賭底面活動，屬詐騙行為，令企業有損失，要求作出應有的補償。辯方在庭上指絕對尊重檢察院，但認為在各種證據中，一直沒有實際證據證實周焯華從賭底面中獲得過利益。而太陽城集團每年亦為澳門帶來數千億賭收，反問“太陽城有如此可觀的收入，怎會犯法？”，又指賭廳經營規模大難免存在灰色地帶，認為一些賭客或合作伙伴經營不法行為，不代表要全歸責於賭廳經營者。賭底面是賭客協調作出的對賭行為，警方搜證巡查均難以發現，加上多名員工證人作供稱太陽城沒有涉嫌從事賭底面的“營運部”，證明賭底面不可能是太陽城的主要業務。食貨公司“天象”“天貿”多名員工作證亦稱，張志堅是老闆，不是周焯華。
2022年12月1日，本案完成結案陳詞，第一被告周焯華在最後陳述中否認自己及太陽城是黑社會、犯罪集團等控罪，最後他向太陽城集團員工，特別是被羈押的員工以及他們的家人表達「萬分抱歉」、「令他們活在痛苦之中」，周焯華沒有為自己向法院求請，但希望法庭開釋涉案員工們。初級法院合議庭宣佈案件將於2023年1月18日上午9時半宣判。

### 判刑
2023年1月18日，澳門初級法院宣判，第一被告周焯華五項罪名成立，黑社會罪被判12年、103項在許可地方不法經營賭博罪每項被判1年6個月、54項相當巨額詐騙罪每項被判5年、3項詐騙罪每項判定3年、不法經營賭博罪每項被判2年6個月，合競被判18年單一刑罰。終審法院院長辦公室其後頒佈判決詳情，又要求七名被告向六間博企賠償超過6.5億。

## 澳門二審
周焯華等人在2023年2月提出上訴，檢察院也提出上訴。檢察院提出本案首被告周焯華的總刑期應為21年半，認為其加重清洗黑錢罪應成立，即使這部份不成立，總刑期也應是20年。檢院還就多名被告的判決有異議並上訴。就未有出席受審的第八被告王柏齡，檢院認為其與周焯華的加重清洗黑錢罪應成立，故總刑期應由15年增至17年。在庭審承認經營「賭底面」的第五被告張志堅初審各罪並罰判監15年。檢院上訴其詐騙罪，求刑多3年，總刑期至18年。在浙江溫州已獲刑的該案第九被告張寧寧的黑社會罪及清洗黑錢罪均脫罪，檢院也對此上訴，求刑9年。
2023年7月，中級法院近駁回周焯華就三項證據的上訴。判決書還顯示，原審庭在該年4月命令周焯華提供不少於65億港元的經濟擔保，以及對周焯華在英國倫敦持有的不動產進行預防性假扣押。法官表示基本維持原審的觀點，認為法律未有禁止檢察院在刑事偵查結束後把擬用作書證的文件附入刑事卷宗內，且辯方仍然有辯論權。對獲合法許可的電話監聽資料使用，有相關法律學說見解已實際駁回了周焯華的立場，法庭可在證據層面作出衡量。
2023年10月19日，中級法院作出裁決，裁定檢察院、第一嫌犯周焯華、第二嫌犯司徒志豪、第四嫌犯馬天倫、第五嫌犯張志堅、第六嫌犯周振熙、第七嫌犯盧石峰、第八嫌犯王柏齡和第十一嫌犯梁樹榮針對原審判決的上訴由均僅部份成立；第三嫌犯張一平和第十三嫌犯歐宏東針對原審判決的上訴理由完全不成立。澳門中級法院撤銷周焯華等人詐騙罪，毋須支付巨額賠償金；但改判加重清洗黑錢罪罪成，仍然維持18年刑期處罰。法庭判處周焯華及多名嫌犯以連帶方式向澳門政府支付相關非法收益的總和，金額約255億港元，為之前三倍。周焯华等9人提出上诉。

## 澳門終審
2024年07月03日，澳門終審法院合議庭裁定周焯華維持被上訴裁判的判罰，處以18年有期徒刑，逾248亿港元不法所得收歸澳門政府。其餘上訴人司徒志豪、張一平、馬天倫、張志堅、周振熙、盧石峰、王柏齡及梁樹榮就中級法院裁判的刑事部分提起的上訴敗訴，維持被上訴裁判的判罰，即分別判處10年徒刑、10年徒刑、12年6個月徒刑、12年6個月徒刑、12年6個月徒刑、12年3個月徒刑、12年6個月徒刑及9年徒刑的單一刑罰。
另外，終審法院撤銷被上訴裁判中有關判處被告周焯華、司徒志豪、張一平、馬天倫、張志堅、周振熙、盧石峰、王柏齡及梁樹榮以連帶方式向澳門特別行政區（至少）支付經營不法賭博活動而獲取的不法收益的總和金額的部分，改判該等被告以連帶方式向澳門特別行政區支付248億港元。同時撤銷判處上述被告以連帶方式向澳門特別行政區支付通過清洗黑錢活動所獲取利益的決定。終審法院維持中級法院的其他決定。

## 延伸閲讀
- 陳榮煉案 （页面存档备份，存于）